# مايكل ماكدونالد
مايكل ماكدونالد (بالإنجليزية: Michael McDonald) هو عداء مسافات قصيرة جامايكي ولد في يوم 17 مارس 1975 في سانت ماري باريش في جامايكا، أبرز إنجازاته هو فوزه بالميدالية الفضية مع الفريق الجامايكي في سباق 4×100 في دورة الألعاب الأولمبية الصيفية 2000 في سيدني وبالميدالية البرونزية في دورة الألعاب الأولمبية الصيفية 1996 في أتالانتا، كما فاز بالميدالية الفضية في بطولة العالم لألعاب القوى 1995 في غوتنبيرغ في السويد بنفس السباق وبفضية أخرى في بطولة العالم لألعاب القوى 1999 في إشبيلية وبالميدالية البرونزية في بطولة العالم لألعاب القوى 1997 في أثينا. مايكل ماكدونالد هو شقيق البطلة الأولمبية بيفرلي ماكدونالد.

## روابط خارجية
- مايكل ماكدونالد على موقع الاتحاد الدولي لألعاب القوى (الإنجليزية)
- مايكل ماكدونالد على موقع أوليمبيديا (الإنجليزية)